# Andrew Desjardins
Andrew Desjardins (* 27. července 1986, Lively, Ontario, Kanada) je kanadský hokejový útočník momentálně hrající v týmu EC VSV v nejvyšší rakouské hokejové lize (EBEL). V roce 2015 získal Stanley Cup v řadách Chicaga Blackhawks.

## Hráčská kariéra

### Amatérská a juniorská kariéra
Juniorskou kariéru strávil v OHL v týmu Sault Ste. Marie, kde odehrál 4 sezony. Nejlepší byla jeho poslední sezona v OHL 2006-07, ve které si vytvořil osobní maximum v počtu bodů (42), když v 65 zápasech měl bilanci 16+26 a k tomu přidal i 96 trestných minut. Celkem v OHL nasbíral 113 bodů (48+65) a 264 TM v 254 zápasech.

### Profesionální kariéra
Po konci juniorské kariéry si našel působiště v týmu Laredo v Central Hockey League. Za tým ze státu Texas odehrál 1 sezonu a pak se dohodl na spolupráci s farmou San Jose Worcesterem, kde odehrál 3 sezony.
Před sezonou 2009-10 byl na zkoušku pozván na přípravný kemp San Jose, místo sice v týmu nevybojoval, ale dál pokračoval ve Worcesteru a jeho výkony mu nakonec 2. března 2010 vynesly smlouvu se San Jose. Do NHL ale poprvé zasáhl až 3. ledna 2011 proti Vancouveru. Svůj první bod a gól v NHL zaznamenal 23. března 2011 proti Calgary, když překonal Kiprusoffa. Celkem v základní části NHL nastoupil k 17 zápasům, ve kterých si připsal 3 bod (1+2) a 4 TM. V playoff nastoupil za Sharks ke 3 zápasům ve finále Západní konference proti Vancouveru, které Sharks prohráli 1:4 na zápasy.
Sezona 2011-2012 byla jeho první celá, kterou strávil v NHL. Odehrál v ní 76 zápasů a nasbíral 17 bodů (4+13) a 47 TM. Další 2 celé sezony strávil rovněž v dresu Sharks. V sezoně 2013-2014 si vytvořil osobní maxima v počtu zápasů (81), asistencí (14) a trestných minut (86) a vyrovnal osobní maximum v počtu bodů (17). Byl nejtrestanějším hráčem San Jose.
Sezonu 2014-2015 zahájil opět v San Jose, kde do začátku března odehrál 56 zápasů. Pak byl 2. března 2015 vyměněn do Chicaga za útočníka Bena Smithe a podmínečné 7. kolo draftu 2017. Do konce základní části pak stihl za Blackhawks odehrát 13 zápasů se 2 asistencemi a 7 TM. Celkem si tak v základní části připsal 10 bodů (5+5) a 57 TM v 69 zápasech. Kromě prvních 2 zápasů 1. kola playoff odehrál všechna zbylá utkání vyřazovacích bojů a podílel se tak na zisku Stanley Cupu. Po sezoně se stal volným hráčem, ale 3. července 2015 podepsal 2letou smlouvu s Blackhawks s cap hitem 800 tisíc dolarů.

## Klubové statistiky
| Sezona     | Klub                        | Soutěž     | Základní část | Základní část | Základní část | Základní část | Základní část | Play off | Play off | Play off | Play off | Play off |
| Sezona     | Klub                        | Soutěž     | Z             | G             | A             | B             | TM            | Z        | G        | A        | B        | TM       |
| ---------- | --------------------------- | ---------- | ------------- | ------------- | ------------- | ------------- | ------------- | -------- | -------- | -------- | -------- | -------- |
| 2003–04    | Sault Ste. Marie Greyhounds | OHL        | 55            | 3             | 6             | 9             | 41            | —        | —        | —        | —        | —        |
| 2004–05    | Sault Ste. Marie Greyhounds | OHL        | 68            | 17            | 17            | 34            | 48            | 7        | 0        | 0        | 0        | 2        |
| 2005–06    | Sault Ste. Marie Greyhounds | OHL        | 66            | 12            | 16            | 28            | 78            | 4        | 2        | 5        | 7        | 18       |
| 2006–07    | Sault Ste. Marie Greyhounds | OHL        | 65            | 16            | 26            | 42            | 96            | 13       | 2        | 5        | 7        | 18       |
| 2007–08    | Laredo Bucks                | CHL        | 64            | 22            | 37            | 59            | 112           | 11       | 2        | 4        | 6        | 21       |
| 2008–09    | Phoenix RoadRunners         | ECHL       | 5             | 2             | 0             | 2             | 6             | —        | —        | —        | —        | —        |
| 2008–09    | Worcester Sharks            | AHL        | 74            | 8             | 14            | 22            | 99            | 12       | 4        | 2        | 6        | 13       |
| 2009–10    | Worcester Sharks            | AHL        | 80            | 19            | 27            | 46            | 126           | 11       | 2        | 2        | 4        | 32       |
| 2010–11    | Worcester Sharks            | AHL        | 58            | 12            | 17            | 29            | 69            | —        | —        | —        | —        | —        |
| 2010–11    | San Jose Sharks             | NHL        | 17            | 1             | 2             | 3             | 4             | 3        | 1        | 0        | 1        | 4        |
| 2011–12    | San Jose Sharks             | NHL        | 76            | 4             | 13            | 17            | 47            | 5        | 1        | 0        | 1        | 2        |
| 2012–13    | San Jose Sharks             | NHL        | 42            | 2             | 1             | 3             | 61            | 11       | 0        | 0        | 0        | 6        |
| 2013–14    | San Jose Sharks             | NHL        | 81            | 3             | 14            | 17            | 86            | 7        | 0        | 2        | 2        | 31       |
| 2014–15    | San Jose Sharks             | NHL        | 56            | 5             | 3             | 8             | 50            | —        | —        | —        | —        | —        |
| 2014–15    | Chicago Blackhawks          | NHL        | 13            | 0             | 2             | 2             | 7             | 21       | 1        | 3        | 4        | 4        |
| 2015–16    | Chicago Blackhawks          | NHL        | 77            | 8             | 5             | 13            | 30            | 6        | 0        | 0        | 0        | 0        |
| 2016–17    | Chicago Blackhawks          | NHL        | 46            | 0             | 1             | 1             | 22            | —        | —        | —        | —        | —        |
| 2017–18    | Adler Mannheim              | DEL        | 31            | 13            | 13            | 26            | 14            | 10       | 0        | 2        | 2        | 6        |
| 2018–19    | Adler Mannheim              | DEL        | 51            | 15            | 28            | 43            | 22            | 13       | 9        | 5        | 14       | 14       |
| 2019–20    | Adler Mannheim              | DEL        | 50            | 18            | 26            | 44            | 36            | —        | —        | —        | —        | —        |
| 2020–21    | Adler Mannheim              | DEL        | 8             | 0             | 2             | 2             | 10            | 6        | 1        | 1        | 2        | 4        |
| 2021–22    | Adler Mannheim              | DEL        | 45            | 8             | 14            | 22            | 37            | 9        | 1        | 3        | 4        | 2        |
| 2022–23    | EC VSV                      | EBEL       |               |               |               |               |               |          |          |          |          |          |
| NHL celkem | NHL celkem                  | NHL celkem | 408           | 23            | 41            | 64            | 307           | 53       | 3        | 5        | 8        | 47       |
| DEL celkem | DEL celkem                  | DEL celkem | 185           | 54            | 83            | 137           | 119           | 38       | 11       | 11       | 22       | 26       |